# Gesellschafts-Walzer
Gesellschafts-Walzer, opus 5, es un vals compuesto por Johann Strauss. El trabajo había sido compuesto durante el período del servicio de Strauss en la orquesta pequeña de Josef Lanner, y se estrenó en uno de los bailes en Zum weissen Schwan (El Cisne Blanco) en Rossau, Viena, después que Strauss había sido nombrado director de música en el otoño de 1827.